# La dama del silencio: El caso Mataviejitas
La Dama del Silencio: El caso Mataviejitas es un documental de 2023 dirigido por María José Cuevas y producido por Laura Woldenberg, enfocado en Juana Barraza Samperio, asesina serial que operó en la Ciudad de México a finales de la década de los 90, la fascinación mediática por el caso y el sistema de justicia en México.La producción tuvo acceso a los archivos judiciales relacionados con el caso, lo cual permitió que se realizara una investigación sobre el mismo por año y medio.
El documental tuvo su estreno en la plataforma de streaming Netflix el 27 de julio de 2023, fue eliminada del catálogo a los pocos días de su estreno debido a un conflicto con los permisos de distribución, y volvió a la plataforma tiempo después. En la 66° edición de los Premios Ariel, obtuvo la nominación a Mejor Largometraje Documental.

## Argumento
La oleada de asesinatos de mujeres de la tercera edad en Ciudad de México, entre 1998 y 2005, desató la caza y captura del asesino, quien sorprendió por ser quien menos esperaban.

## Recepción
Chris Vognar, crítico de la revista Rolling Stone, declaró que el documental era el mejor del año al tener "un estilo y personalidad verdadera", y describió a Cuevas como un talento digno de seguir, ya que creó un filme que se eleva del subgénero del true crime. Jacobo Vázquez, de la Revista Marvin, resaltó que el documental se enfoca en los parientes de las víctimas para visibilizar el verdadero drama detrás del caso, así como presentar el papel de los medios de comunicación dentro de la historia, quienes se enfocaron más en la nota sensacionalista en lugar de la búsqueda de verdad y justicia.